# Atletica leggera ai Giochi della XXV Olimpiade - Salto con l'asta

Video della Finale (Maxim Tarasov)

Il salto con l'asta ha fatto parte del programma maschile di atletica leggera ai Giochi della XXV Olimpiade. La competizione si è svolta nei giorni 5 e 7 agosto 1992 allo Stadio del Montjuic di Barcellona.

## Presenze ed assenze dei campioni in carica
| Competizione         | Atleta           | Prestazione | Barcellona 1992 |
| -------------------- | ---------------- | ----------- | --------------- |
| Olimpiadi 1988       | Sergej Bubka     | 5,90 m      | Presente        |
| Goodwill Games 1990  | Rodion Gataullin | 5,92 m      | Non selez.      |
| Europei 1990         | Rodion Gataullin | 5,85 m      | Non selez.      |
| Asiatici 1990        | Liang Xueren     | 5,62 m      | Assente         |
| Mondiali 1991        | Sergej Bubka     | 5,92 m      | Presente        |
|                      |                  |             |                 |
| Mondiali junior 1988 | István Bagyula   | 5,65 m      | Presente        |

## La gara
Il campione americano Bright fallisce per tre volte la misura d'entrata a 5,60: la sua gara è già finita.

A 5,70 è la volta di Serhij Bubka, il campione assoluto che ha riscritto la storia della specialità. Oggi è il giorno della sua consacrazione, gli altri atleti devono fargli da paggi. Invece accade l'incredibile. L'ucraino sbaglia due volte la misura. Allarmato, si riserva il terzo tentativo a 5,75 ma sbaglia ancora e quindi neanche lui entra in gara.

Gli altri atleti si guardano attoniti. La gara continua. Tra gli scudieri di Bubka, Maksim Tarassov è quello che esegue il compito più diligentemente: un salto iniziale a 5,60, un secondo a 5,75 ed un terzo a 5,80, tutti al primo tentativo, gli valgono la medaglia d'oro. Il connazionale Trandenkov invece valica i 5,80 solo al terzo tentativo e conquista l'argento.

## Risultati

### Turno eliminatorio
Qualificazione5,60 m
Sei atleti ottengono la misura richiesta. I 12 atleti finalisti sono selezionati a 5,55.

### Finale
| Pos   | Atleta              | Paese             | 5,20 | 5,30 | 5,40 | 5,50 | 5,55 | 5,60 | 5,65 | 5,70 | 5,75 | 5,80 | 5,85 | 5,90 | Misura | Note |
| ----- | ------------------- | ----------------- | ---- | ---- | ---- | ---- | ---- | ---- | ---- | ---- | ---- | ---- | ---- | ---- | ------ | ---- |
|       | Maksim Tarasov      | Squadra Unificata |      |      |      |      |      | O    | -    | -    | O    | O    | -    | XXX  | 5,80   |      |
|       | Igor' Trandenkov    | Squadra Unificata |      |      | O    | -    | -    | -    | -    | O    | -    | XXO  | XXX  |      | 5,80   |      |
|       | Javier García-Chico | Spagna            |      |      | O    | -    | -    | O    | -    | O    | XO   | XXX  |      |      | 5,75   |      |
| 4     | Kory Tarpenning     | Stati Uniti       |      |      |      |      |      | O    | -    | -    | XXO  | XXX  |      |      | 5,75   |      |
| 5     | David Volz          | Stati Uniti       |      |      |      | XO   | -    | -    | O    | -    | XXX  |      |      |      | 5,65   |      |
| 6     | Asko Peltoniemi     | Finlandia         |      |      | XXO  | -    | -    | XO   | -    | X-   | XX   |      |      |      | 5,60   |      |
| 7     | Philippe Collet     | Francia           |      |      |      |      | O    | -    | -    | XXX  |      |      |      |      | 5,55   |      |
| 8     | Evgenij Krasnov     | Israele           |      |      | XO   | XXX  |      |      |      |      |      |      |      |      | 5,40   |      |
| 9     | István Bagyula      | Ungheria          | XXO  | O    | XXX  |      |      |      |      |      |      |      |      |      | 5,30   |      |
| 10    | Alberto Ruiz        | Spagna            |      | XXO  | -    | XXX  |      |      |      |      |      |      |      |      | 5,30   |      |
| N. C. | Serhij Bubka        | Squadra Unificata |      |      |      |      |      |      |      | XX-  | X    |      |      |      | N.M.   |      |
| N. C. | Tim Bright          | Stati Uniti       |      |      |      |      |      | XXX  |      |      |      |      |      |      | N.M.   |      |